# Seo Jung-jin
Seo Jung-jin (hangul: 서정진), född 6 september 1989 i Daegu, är en sydkoreansk fotbollsspelare. Han spelar för Suwon Samsung Bluewings i K League Classic. Tidigare spelade han för Jeonbuk Hyundai Motors och för Sydkoreas landslag.